# Novomîlsk, Zdolbuniv
Novomîlsk (în ucraineană Новомильськ) este un sat în comuna Kopîtkove din raionul Zdolbuniv, regiunea Rivne, Ucraina.

## Demografie
Componența lingvistică a localității Novomîlsk
     Ucraineană (98,7%)
     Rusă (1,3%)
Conform recensământului din 2001, majoritatea populației localității Novomîlsk era vorbitoare de ucraineană (98,7%), existând în minoritate și vorbitori de rusă (1,3%).